# خانات قره‌باغ
خانات قره‌باغ یک خانات ترک نیمه مستقل در محدوده کنونی کشورهای جمهوری آذربایجان و ارمنستان بود که در سال ۱۷۴۸ میلادی در تابعیت دولت صفویه ایران در قره باغ و پیرامون آن بنیان گذاشته شد.این خانات تا سال ۱۸۰۶ میلادی که روسیه کنترل این منطقه را از دولت ایران گرفت وجود داشت.الحاق قره باغ به روسیه رسمیت نداشت تا سال ۱۸۱۳ که در پی جنگ‌های ایران و روسیه و در نتیجه آن عهدنامه گلستان فتحعلی شاه قاجار رسماً این منطقه را به آلکساندر یکم واگذار کرد. خانات تا سال ۱۸۲۲ که تحمل روسیه در برابر حاکمین مسلمان تمام شد، ملغی و یک حکومت نظامی در این استان تشکیل شد.
در ۱۴ می ۱۸۰۵ میلادی در جریان جنگ‌های ایران و روسیه، ابراهیم خلیل جوانشیر و فرمانده روسی پاول سیسیانوف قراردادی را امضا کردند که خانات قره باغ به زیر کنترل دولت روسیه دربیاید. با این حال، این توافقنامه ارزش کمی داشت، زیرا مرزها تا پایان جنگ در سال ۱۸۱۳ به‌طور مداوم تغییر یافتند. پس از نقض قرارداد توسط روسیه که ابراهیم خلیل خان و فرزاندش را برای همیشه حاکم قره باغ می‌دانست، در سال ۱۸۲۲ یک حکومت نظامی کنترل منطقه را به دست گرفت.و با پیمان ترکمنچای کنترل روسیه بر منطقه کاملاً مستحکم شد.

## تاریخ

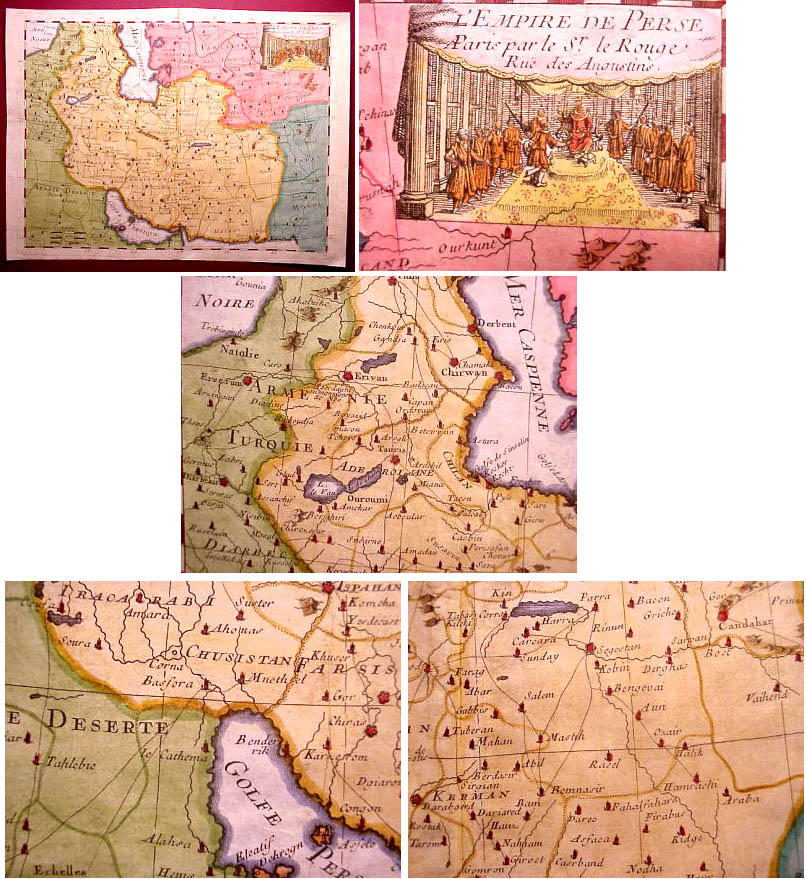
نقشه ای از ۱۷۴۸ که قره باغ را بخشی از ایران نشان می‌دهد.

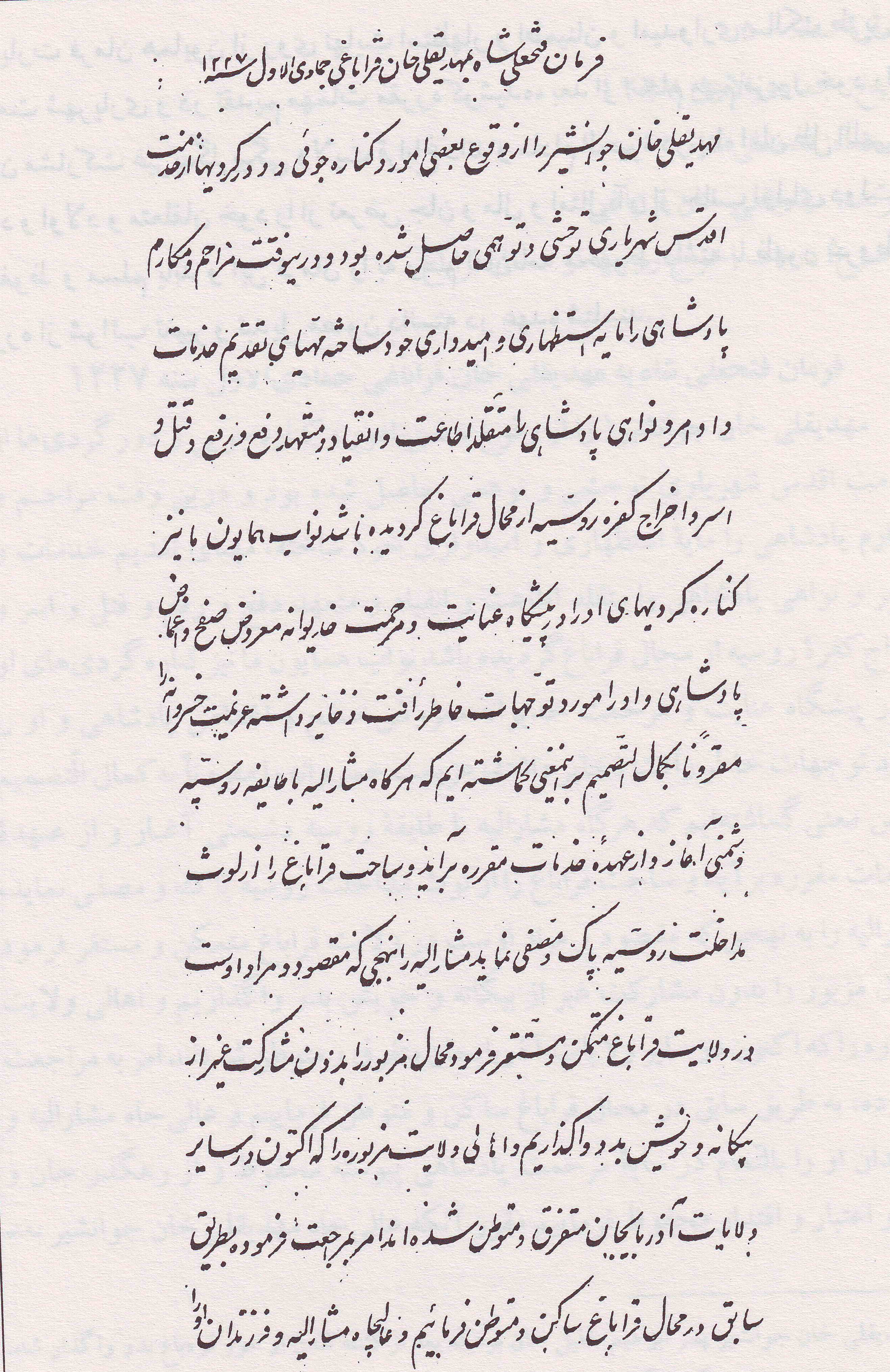
نامه فتحعلی خان قاجار به مهدیقلی خان جوانشیر - برگه نخست

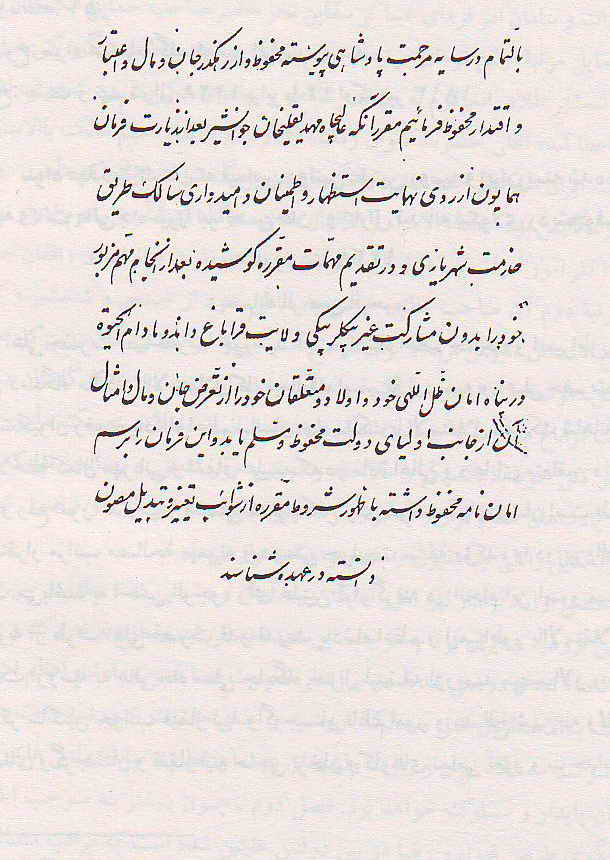
نامه فتحعلی شاه قاجار به مهدی قلی جوانشیر که در این نامه از وی به نام بیگلربیگی ولایت قره باغ نام برده است-برگه دوم)

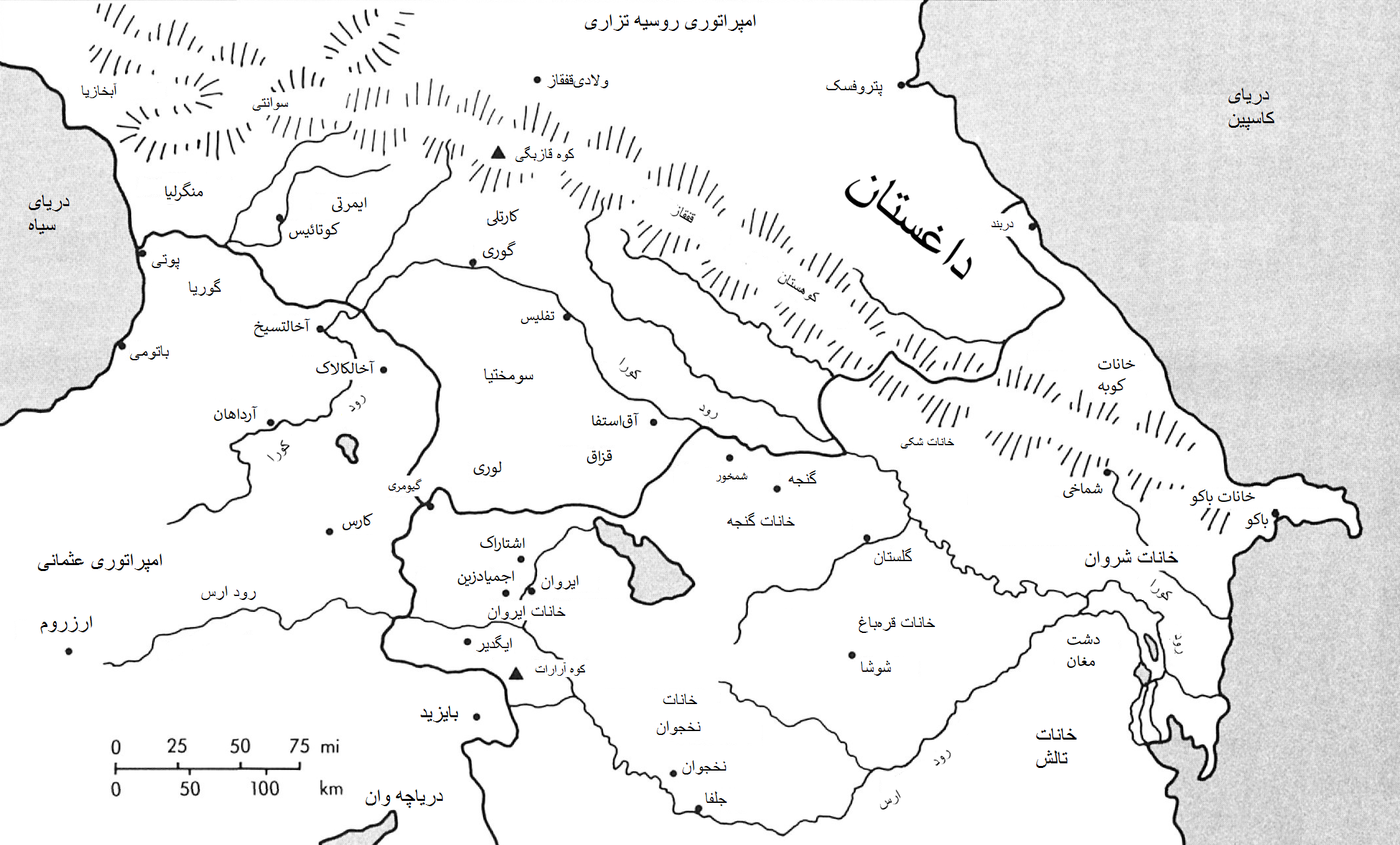
نقشه قفقاز در اوایل قرن نوزدهم میلادی

پیش‌تر از بنیان خانات قره‌باغ، قره‌باغ یک ولایت ایران در دوره صفوی در شمال غرب امپراتوری صفویان بود.شاه تهماسب یکم حکومت این استان را به شعبه‌ای از قاجارها به نام زیاداوغلو در سال ۱۵۴۰ میلادی واگذار کرد. پس از فروپاشی دودمان صفوی و بعداً کشته شدن نادرشاه افشار در سال ۱۷۴۷، قلمرو صفوی به چندین خانات با اندازه‌های گوناگون استقلال تقسیم شد. در درازای این دوره پناهعلی‌خان جوانشیر قره باغ، حاکمیت خود را با اتحاد با ۵ ملک‌نشین ارمنی پیرامون خود مستحکم کرد که به نام خمسه معروف شدند.با حمایت ملک شاهنازاریان دوم، شاه واراندا که نخستین شخصی بود که به تابعیت وی درآمد.
پایتخت این دودمان نخست در قلعه بیات بود که در جلگه‌های قره باغ در سال ۱۷۴۸ بنیان گذاشته شد. جایی که بعداً شهر پناه آباد یا شوشی امروزی در میانه سال‌های ۱۷۵۰–۱۷۵۲ ساخته شد. در دوره حکومت ابراهیم خلیل خان پسر پناه‌علی خان این شهر گسترش یافت و به نام شوشی به دلیل مجاورت با روستای ارمنی شوشی دوباره نامگذاری شد.سپس پناه علی خان قلمرو خود را به قره‌باغ، مغری، تاتو، سیسیان، کاپان، سیونیک و خانات نخجوان گسترش داد.
کمتر از یکسال پس از بنیان شهر شوی، خانات قره‌باغ توسط محمد حسن خان قاجار یکی از بزرگ‌ترین مدعیان تخت پادشاهی در ایران مورد حمله قرار گرفت. در درازای دوره صفویه به دلیل اینکه طایفه قاجار برای دویست سال به عنوان حاکم گنجه و قره‌باغ منصوب شده بودند در قره‌باغ حکومت داشتند. برای همین بود که محمدحسن خان قره‌باغ را میراث خود می‌دانست.
محمد حسن خان پناه آباد را محاصره کرد ولی به دلیل تهدید یکی دیگر از مدعیان تاج و تخت یعنی کریم خان زند مجبور به عقب‌نشینی شد. عقب‌نشینی وی آنچنان شتاب زده بود که حتی توپ‌های خود را پای دیوار شوشی جا گذاشت. پناه علی خان نیز به نیروهای در حال عقب‌نشینی محمد حسن خان پاتک زده و حتی تا نواحی اردبیل در آن سوی ارس را نیز گرفت.
در ۱۷۵۹ میلادی خانات قره باغ تحت حملات تازه ای توسط فتحعلی خان افشار حاکم ارومیه قرار گرفت. ارتش ۳۰ هزار نفری فتحعلی خان توانست حمایت ملک‌های جرابرد و تالش (گلستان) را نیز بدست بیاورد. با این حال ملک شاهنازاریار وارنده همچنان به حمایت از پناه علی خان ادامه داد. محاصره شوشه شش ماه طول کشید و فتحعلی خان در نهایت مجبور به عقب‌نشینی شد.
در سال ۱۷۶۱، کریم خان زند با پناه علی خان از قره باغ که قبلاً خانات قره باغ، مراغه و تبریز را تحت سلطه قرار داده بود، متحد شد تا فتح علی خان افشار از ارومیه را شکست دهد.
در سال ۱۷۶۲ در میانه جنگ با کاظم خان قره داغی، پناه علی خان به کریم خان زند تسلیم شد که مشغول یکی کردن خانات گوناگون به زیر سلطه خود و همچنین محاصره ارومیه بود. پس از سقوط این شهر، کریم خان پناه علی خان را همراه دیگر اسیران به شیراز برد. وی پس از مدت کوتاهی در این شهر درگذشت و پسرش ابراهیم خلیل خان برای حکومت ولایت قره باغ به این منطقه برگردانده شد.
زیر حکومت ابراهیم خان جوانشیر، خانات قره باغ به یکی از نیرومندترین خانات قفقاز تبدیل شد و شهر شوشی نیز به یک شهر بزرگ تبدیل شد. بر پایه‌گذارشهای گردشگران از شهر شوشی در سده‌های ۱۸ و اوایل ۱۹ میلادی، این شهر دارای ۲۰۰۰ خانه و حدوداً ۱۰ هزار تن جمعیت بوده است.
در تابستان ۱۷۹۵ شهر شوشی به زیر حملات آغا محمد خان قاجار پسر محمد حسن خان قاجار که در سال ۱۷۵۲ به این شهر حمله کرده بود، درآمد. هدف آغا محمد خان پایان دادن به حکومت‌های فئودالی و بازگرداندن مناطق دوره صفویه به ایران بود؛ بنابراین انگیزه وی می‌خواست خود را شاه ایران اعلام کند. بنابر سنت صفویه شاه پیش از تاج گذاری باید جنوب قفقاز و جنوب داغستان را در کنترل داشته باشد؛ بنابراین خانات قره باغ و پایتخت استوار آنان شوشی نخستین مانع در رسیدن به این هدف بود.
آغا محمد خان شهر شوشی را با ۸۰ هزار نیروی آزموده محاصره کرد. ابراهیم خلیل خان نیز مردم را برای یک دفاع طولانی مدت تجهیز و آماده نمود. شما نیروهای شبه نظامی شوشی به ۱۵ هزار تن رسید و زنان نیز در کنار مردان جنگیدند. جمعیت ارمنیان قره باغ نیز به‌طور فعال در این مبارزه علیه مهاجمان شرکت کرده و همراه با جمعیت مسلمان به‌طور مشترک در کمین‌هایی در کوه‌ها و جنگل‌ها شرکت کردند.
محاصره ۳۳ روز به درازا انجامید ولی تصرف شوشی در دسترس آغا محمد خان نبود. وی سپس محاصره متوقف و به سمت تفلیس لشکر کشید که با وجود مقاومت و از جان گذشتگی بسیار در نبرد کرتسانیسی سقوط کرد و در مورد ویرانی بی‌سابقه قرار گرفت و هزاران نفر از ساکنین آن به ایران کوچانده شدند.
در ۱۷۹۷ آغا محمد خان که توانسته بود در آن زمان خود را شاه اعلام کند و به سرعت بخشهایی از قفقاز را که سال‌ها بخشی از ایران بود را بازپس گیرد، متوجه حمله دوم به قره باغ شد. جایی که حاکم آن اجازه ورود وی یا ارتشش را به آن نمی‌داد. با این وجود خان قره باغ پس از حمله نخست در سال ۱۷۹۵ به‌طور منظم به آغا محمد خان احترام میگذارشت.شهر شوشی پس از حملات توپ‌خانه ای ارتش آغا محمد خان در همان سال سقوط کرد و ابراهیم خلیل خان به دغستان گریخت.
با این حال چند روز پس از تصرف شوشی، آغا محمد خان به طرز مرموزی توسط محافظان خود کشته شد. ابراهیم خلیل خان جسد شاه را به تهران فرستاد و در عوض شاه جدید فتحعلی شاه قاجار وی را به حکومت قره باغ منصوب کرد و با دخترش آغا بیم ازدواج کرد. وی آغا باجی نام گرفت و با برادرش ابول فتح خان به دربار فتحعلی شاه رسید و به عنوان دوازدهمین همسر شاه برگزیده شد. وی در دربار بسیار مورد احترام قرار گرفت و به دلایلی باکره باقی ماند.
در طول دوره حکومت ابراهیم خلیل خان خانات قره باغ رشد کرد و با دیگر خانات همسایه ارتباط پیدا کرد. در سال ۱۸۰۵ توافق‌نامه ای میان خانات قره باغ و امپراتوری روسیه ایجاد شد که بر پایه آن خانات قره باغ برتری و تسلط روسیه را به رسمیت می‌شناسد.حق خود در سیاست خارجی مستقل را از دست داده و تعهد می‌کند که سالیانه ۸ هزار روبل طلا به خزانه روسیه بپردازد. در برابر حکومت روسیه نیز تعهد می‌کند که در امور داخلی خانات قره باغ دخالت نکرده و از حق جانشینی خاندان ابراهیم خان در خانات قره باغ پشتیبانی کند.
با این حال، در همان سال، روس‌ها از این توافق‌نامه عقب‌نشینی کردند، ظاهراً بر این باور بودند که ابراهیم خلیل پناه خان خائن است. او در نزدیکی شوشی همراه با شماری از اعضای خانواده اش توسط لیسانویچ کشته شد.
به هر حال روسیه پس از شکست ایران در جنگ و سپس عهدنامه گلستان و ترکمنچای توانست کنترل کامل قره باغ را بدست بگیرد.
در ۱۸۲۲ روسیه خانات را ملغی کرد و بجای آن استان قره باغ در محل آن تأسیس شد که توسط مقامات روسی اداره می‌شد.
فرزندان پناه خان برخی در همان حدود باقی ماندند و بقیه در سراسر ایران پخش شدند. عبدالوکیل پناه خان امیر خراسان بزرگ شد.